# 2022年內華達州州務卿選舉
2022年內華達州州務卿選舉將於2022年11月8日舉行，以選舉內華達州務卿。現任共和黨州務卿芭芭拉·切加夫斯克己達任期限制，不能尋求第三個任期。